# 尹瓘
尹瓘（いん・かん、ユン・クァン、朝鮮語: 윤관、1040年7月12日 - 1111年6月15日）とは、高麗中期の軍人。本貫は坡平尹氏。字は同玄で、諡号は文肅である。諡号は最初は文敬だったが、後に文肅となった。
粛宗、睿宗の治世に元帥として義天と共に女真討伐に出兵したことで知られる。

## 生涯

### 生い立ち
1040年7月12日に坡平尹氏の始祖である三韓功臣・尹莘達の4代目の子孫として生まれた。また、尹莘達以前の家系は不明である。彼が公臣となり名将として名を馳せたため、彼を中心に曽祖父までしか記録されていないと伝えられている。
検校少府少監を務めた尹執衡は父親で、母の記録はない。
妻は仁川李氏の女性で、李成幹の娘であった。妻と尹瓘との間に尹彦仁、尹彦純、尹彦植、尹彦頤、尹彦旼という子供をもうけ、このうち2人は僧侶になった。尹彦頤は『高麗史』に列伝が収録され、尹彦旼は睿宗の治世、高麗における国の役人にあたる「侍御史」を経て現在の南原市にあたる南原府の使いに至り、尹彦頤は生来の資質が高貴で優雅で、貧客を好み、 役職は「守司空 左僕射」に至った。尹彦民は他の人より賢く、書画が得意で、仁宗の治世に尙食奉御の名目で国の役人になった。このように尹瓘の家はかなり繁栄し、その後、王室と結婚するなど、当代の名門として生まれ変わった。

### 官職時代
文宗の治世中、科挙に合格し、拾遺・補欠などを経て、1087年（宣宗4年）に尹は勅使の役職「閤門祗候」となり、光州、清州、忠州を検分した。
1095年（粛宗即位・元年）には行政官庁の一つ「尙書省」の役人になり（佐司郞中）、粛宗が新たな王になると、尹は粛宗の戴冠式を知らせるために兄・任懿と共に國信使として遼に派遣された。1098年、尹は宋の使者を訪ね、粛宗の戴冠を伝えた。
1098年（粛宗3年）も中書舍人（高麗の中書門下省という行政機関の役人）となり、侍読学士（東宮という高麗の政府機関の役職）となり、在職中、趙珪とともに宋に再び使節団として派遣され、粛宗の即位を知らせて帰国した。
1099年（粛宗4年）に右諫議大夫・翰林侍講学士（学校の教師にあたる役職）となるが、当時左諫議大夫の担任と親戚関係にあったため、尙書省が共にいるべきではないと判断し、辞任させた。
1101年に枢密院知奏事となる。9月に南京開創道監が設置されると、平章事崔思諏などと楊州に派遣され、宮殿の敷地を探すなど、南京（現ソウル）建設事業を積極的に推進した。 こうして1104年5月、現在のソウルに南京宮が建設された。
1102年に知貢学（試験官）となり、李宏らと共に進士試験を主管し、続いて司馬大夫、樞密院副使などを務めた。1103年、吏部尙書兼同知枢密院事（同知枢密院事）を経て、知枢密院事兼翰林学士承旨（知枢密院事兼翰林学士承旨）に昇進した。

#### 改革政策
粛宗の治世に様々な官職を歴任し、東宮侍読学士・司馬大夫・吏部上書・漢林学士・承旨などを務めたわけだが、その後、義天と共に粛宗の側近として活動するようになる。行いとして義天とともに是正改革を担当し、王権を強化するために南京(ソウル)建設、金属貨幣流通策の実施と新法を制定、実施した。 また、既存の豪族を抑圧し、過去試験と推薦制で新進官僚を選抜したりなどもした。
高麗東北部に曷懶甸（かつらんてん）地域（摩天嶺以南、定平以北）というものがあった。そこに居住する女真族は彼らの土産物を不足した生活必需品と貿易していた。  また、これらの地域の首長の一部は高麗を宗主国として入朝したが、高麗は彼らの首長に散官や教職といった役職を与えて回柔したり、投降してくる女真には田を与えて定着させたりした。
粛宗即位当初、尹瓘は女真の首長に会い、王の代理人として女真の首長に官職を与え、首長と面会した。しかし、女真の首長たちは1106年を前後して烏雅束を中心に統一された地域を建設し、高麗を攻撃する計画を立てる。
1103年（粛宗8年）には烏雅束の勢力は咸興付近まで入ってきて駐留するようになった。高麗軍と烏雅束の女真軍は衝突寸前になり、翌年、完安府の騎兵が定州の関所の外までに侵入してくるようになった。そして同年からは女真征伐の世論が高まり、尹瓘も女真を討伐しなければならないという立場を堅持した。粛宗代後半に提起される女真征伐論には、女真族の興隆と高麗東北面の侵入という客観的な情勢変化のほか、国内の政治状況も一つの要因として作用した。
1104年に女真が高麗に侵攻してきたため、尹瓘は東北面兵馬行営使となり、初の女真征討を行うが、失敗し戦況不利で一時講和した。

### 北征
粛宗が亡くなり睿宗が即位して2年目の1107年、軍から女真の動向が尋常ではない、おかしいという報告が来る。
睿宗は女真征伐の命を受け、尹瓘を元帥、副元帥に睿宗の重臣呉延寵を置き、別武班という部隊を作り、総勢17万人の軍を動かすことになった。別武班とは粛宗の時に尹瓘の建議により女真に備えるため騎兵を中心に作った予備軍団である。全国の馬を持つ者はすべてここに編入させ神騎（騎兵）とし、20歳以上の男で科挙を受けない者はすべて神歩（歩兵）として編入し、僧侶たちも軍を組織した。すなわち別武班は神騎と神歩で編成され、傍系として軍がここに属した。別武班は正規軍と同じく四季を通して訓練を受けた。
当時女真は高麗北部から満州に渡って住み、北部の国境地帯である咸興地方を脅かし、高麗の北進政策に逆行した女真を掃討しようと出征したが、何度も失敗し、悩んだ末、その原因が女真の騎兵であることに気づき、勅命を受けた尹瓘は吳延寵と特殊部隊17万を率いて女真の村落129個を制圧、捕虜1030人、敵の戦死数4940人など大きな功績を残した。

#### 戦術
尹瓘は17万人の軍隊を中・左・右の3軍に編成し、水軍まで動員した。高麗軍は一挙に攻め込み、女真を追い出し、9つの城を築いた。
最初に女真を攻撃するふりをして後退した後、女真の首長に使者を送り、高麗が先に捕らえておいた女真族の許貞・羅弗などを送り返すと虚偽の通告をすると、女真の首長は400人余りの護送兵を送ってきたが、この時、武将であるユンギョンとオ・ヨンチョンは彼らを誘い込み、ほぼ全滅させて捕らえた。これらを囮にして女真を誘惑させ、その後、尹瓘は別に5万3,000人を編成し、鄭州に到着した後、中軍は金漢忠、左軍は文冠、右軍は金德珍に軍を指揮させ、水軍は水兵別監の梁惟らが2,600人で都鱗浦という海から攻撃した。
尹瓘軍の奇襲攻撃に押された女真が退却して城に隠れると、精鋭部隊を編成して追撃し、女真が再起する隙を与えずにすぐに撃破し、他の女真軍が隠れている石城は拓俊京に攻撃させて敗走させて殲滅した。

#### 尹瓘九城の役
女真の戦略的な拠点を打ち破ったところは135ヶ所、敵の戦死者4,940人、捕虜130人を生け捕りにした。その後、朝廷に伝承の報告を上げ、奪還した各地に将帥を派遣して国土を画定し、9城の築造を監督した。現在、9城の確実な位置は明らかになっていないが、一般的に咸州(ハムジュ)-英州(ヨンジュ)-雄州(ウンジュ)-吉州(ギルジュ)-福州(フクジュ)-公鎭(ゴンヘムジン)-通泰(トンタイジン)-晋陽(ジンヤン)-崇寧(スンニョン)鎮と推定されている。学者によっては、晋陽鎮・崇寧鎮の代わりに義州・平戎鎮を挙げる人もいる。ただ、実際の九城の位置は池内宏の実地踏査によってほぼ明確になっている。
尹瓘は高麗南部の民家をここに移して住まわせた。「高麗史」に記録されている「英州廳壁記」によると、当時移住した世帯の数は、咸州・英州・雄州・吉州・福州・公險鎭に計6,466戸だった。
9城を築いた後、睿宗に建議して南から民を移住させ、南道地方の移民がここを開拓して住むようになった。南部からの移民で6城を築いた後、別の軍隊を編成して守らせ、この6城の他に1108年初めに崇寧-通泰-晋陽の3城の縮小を命じて監督し、9城を設置した。
特に咸興平野の咸州に大都督府を置き、ここが城の中で最も重要な要衝となった。城を完成した後、再侵攻する余震を平定し、1108年(睿宗3年)に出発、軍を設置した。呉延寵と一緒に9つの城壁を築き、国境を強化して改善すると、睿宗は尹瓘と呉延寵に功臣の称号を与えた女真を追い出し、北進政策を完遂した功績で永平（パピョン）伯の称号を与えられ、子孫たちが本貫をパピョンとした。
しかし、高麗が9城を作るようになってからというもの、そこを本拠地として活動していた完安府の烏雅束は反発し、1108年初めに軍を率いて咸鏡北道地域を再侵略し、正面対決をすることになる。

### 2度目の北征
烏雅束率いる女真は2度目の侵攻を始める。そして高麗も1108年（睿宗3年）1月、オ・ヨンチュン、チャクジュンギョン、プンジャジなどと一緒に別武班を率いて再び出陣した。しかし、加漢村において戦闘中、尹瓘率いる軍は包囲されてしまうが、拓後京が後発隊を率いて奇襲し、救出された。永州城攻略では高麗軍が敗退したが、やはり拓後京の勇猛さと城の力で軍を救出し、女真軍をようやく倒すことができた。
その後女真は雲州城を包囲するも、これも拓後京によって解決された。
1108年3月30日、捕虜346人、馬96頭、牛300頭を捕獲し、捕虜と戦利品を持って開京に向かい、推忠佐理平戎拓地鎭國功臣に列挙され、門下侍中兼判尙書吏部事 知軍國重事に任命された。続いて鈴平縣開國伯、食邑2,000号、食實封300号が封戸された。

### 晩年

#### 東北九城返還
一方、尹瓘が睿宗に信任されることを否定的に見ていた役人たちが尹瓘を誹謗したが、王は耳を貸さなかった。
高麗の征伐と9城の設置で生活の場を失った女真は、完安府を中心に集まって武力抗争を続け、使者を送り、9城を返して生業を楽にしてくれれば子孫代々裏切らずに朝貢をすると言って9城を返してほしいと懇願した。
尹瓘含む一部はこれに対して「渡してはならない」と主張したが、既に高麗にはまた戦争を起こし、勝利するような力はなく、疲弊しきっていた。また首都から遠い・無理な軍事動員で民衆の怨嗟を生む可能性があるとして、民衆の大半は和平・9城の受け渡しに踏み切った。
また9城に対しては、契丹も農業移民によって農耕地を奪われたとして9城に強く反発していた。これに対しては崔弘嗣ら28人は賛成、尹瓘達は反対したが、高麗は、九城地域の女真君長の多くが契丹より官爵を付与されているため、契丹から討伐を受けることを恐れて九城を放棄し、高麗軍は7月18日から9城から撤退し始めた。
後に金王朝の阿骨打が王朝を建てて強大な国家となった基盤には、彼らが9城を再び取り戻したことに原因があったと見る見方もある。

#### 最後の戦い
1109年10月に女真が突如奇襲してきたため、オ・ヨンチョンを副元帥に、尹瓘は元帥として女真を追い返そうとするも失敗してしまう。そして11月、女真の継続的な侵略を防げなかった責任で宰相崔弘嗣らの弾劾を受け、一時は官職と公臣の資格を剥奪され、罷免された。また名分ない戦争で国力を浪費したとして処罰しようという主張も浮上していたと言う。
しかし、睿宗との恩もあり、後に再び復職した。そして睿宗は逆に権力をより与え、尹瓘をそばに置くよう命令した。
しかしすでに尹瓘は年老いており仕事はできず、読書に集中したいとして辞職したいと睿宗に述べたが、睿宗は許さなかった。しかしその後も睿宗に辞職したいと話していたという。
1111年6月15日、享年72歳で死去。

## 家族
- 祖父 - 尹金剛（ユン・グムカン、윤금강）
- 曾祖母 - 坡平尹氏（파평 윤씨）の女性
- 父 - 尹執衡（ユン・ジブヒョン、윤형집）
- 妻 - 仁川李氏（인천 이씨）の女性
- 義父 - 李成幹（イ・ソンガン、이성간）
- 息子 - 尹彦仁（ユン・オニン、윤언인）
- 息子 - 尹彦純（ユン・ヨンスン、윤언순）
- 息子 - 尹彦頤（ユン・オンイ、윤언이）（? - 1149年5月）
- 息子 - 尹彦植（ユン・オンシク、윤언식）（? - 1149年）
- 息子 - 尹彦旼（ユン・ヨンミン、윤언민）（1095年 - 1154年4月23日）
- 娘 - 坡平尹氏（파평 윤씨）の女性
- 娘 - 坡平尹氏（파평 윤씨）の女性
- 娘婿 - 河源郡君 柳氏の女性
- 孫 - 尹徳瞻（ユン・ドクチョム、윤덕첨）
- 孫 - 尹仲瞻（ユン・ジョンチョム、윤중첨）
- 孫 - 尹鱗瞻（ユン・インチョム、윤인첨）
- 孫 - 尹子固（ユン・ジャゴ、윤자고）
- 孫 - 尹敦信（ユン・ドンシン、윤돈신）
- 孫 - 尹子讓（ユン・ジャヤン、윤자양）
- 孫 - 尹敦義（ユン・ドンイ、윤돈의）
- 孫 - ユン・ドンヒョ（윤돈효）
- 孫 - 任克忠（イム・グクチョン、임극충）
- 孫 - 任克正（イム・グクジョン、임극정）
- 孫 - 任溥（イム・ブ、임부）
- 孫 - 任克仁（イム・グクイン、임극인）（1149年 - 1212年）
- 孫 - 任沆（イム・ハン、임항）（？ - 1191年11月）
- 孫娘 - 坡平尹氏（파평 윤씨）の女性
- 孫娘 - 坡平尹氏（파평 윤씨）の女性
- 孫娘 - 坡平尹氏（파평 윤씨）の女性
- 孫娘 - 坡平尹氏（파평 윤씨）の女性
- 曾孫 - 任景肅（イム・ギョンソク、임경숙）
- 曾孫 - 任景謙（イム・ギョンギョム、임경겸）
- 曾孫 - 任孝順（イム・ヒョソン、임효순）
- 曾孫 - 任景恂（イム・ギョンスン、임경순）
- 曾孫の婿 - 房瑞鸞（バン・ソラン、방서란）
- 義理の息子 - ファン・ウォンド（황원도）
- 義理の息子 - 任元厚（イム・ウォンフ、임원후）（1089年 - 1156年）